# Óscar Muñoz Oviedo
Óscar Luis Muñoz Oviedo, né le 9 mai 1993 à Valledupar, est un taekwondoïste colombien.

## Carrière
Óscar Muñoz Oviedo remporte la médaille de bronze aux Jeux olympiques d'été de 2012 en catégorie des moins de 58 kg.